# Volta ao Lar
Volta ao Lar foi uma minissérie brasileira, exibida pela Rede Bandeirantes de 1 de abril de 2007 até 29 de julho do mesmo ano.

## Elenco
- Antônio Petrin - Cláudio Pereira
- Esther Laccava - Telma
- Eucir de Souza - Mariano
- Gustavo Haddad - Marcelo
- Jorge Cerruti - João
- Ruth de Souza - Bernadette Paz

### Com Participação Especial de
- Renato Modesto como Roberto Pereira (irmão de Cláudio)